# Controverse sur la dysphorie de genre à apparition rapide
La controverse sur la dysphorie de genre à apparition rapide est centrée sur le concept de dysphorie de genre à apparition rapide (ROGD selon les initiales du terme anglais rapid-onset gender dysphoria), proposé comme un sous-type de dysphorie de genre causée par l'influence des pairs et la contagion sociale. Il n'a jamais été reconnu comme un diagnostic de santé mentale valide, aussi son utilisation est désapprouvée par l'Association américaine de psychologie, l'Association américaine de psychiatrie, l'Association professionnelle mondiale pour la santé des personnes transgenres et d'autres organisations médicales, en raison d'un manque d'assises scientifiques du concept,.

## Publication originale
Lisa Littman, médecin et chercheuse américaine, a inventé le terme « rapid-onset gender dysphoria » (dysphorie de genre à apparition rapide) au début de ses recherches, pour une étude descriptive initialement intitulée Rapid-onset gender dysphoria in adolescents and young adults: A study of parental reports (Dysphorie de genre à apparition rapide chez les adolescents et les jeunes adultes : une étude des rapports parentaux). Les spécialités médicales de Littman sont la médecine préventive et la santé publique, ainsi que l'obstétrique et la gynécologie. Ses intérêts de recherche portent sur la santé reproductive, la dysphorie de genre, la détransition et la santé maternelle et infantile, dont la prématurité et l'utilisation de substances pendant la grossesse. Littman rejoint la faculté de la Brown University School of Public Health en 2018 en tant que professeur adjoint de pratique en sciences comportementales et sociales.
Littman, alors qu'elle était professeur adjoint à l'école de médecine Icahn du mont Sinaï, s'est intéressée au rôle possible de la contagion sociale dans la dysphorie de genre chez les jeunes et a mené une étude en recueillant 256 réponses à une enquête en ligne, qui n'était pas distribuée de façon aléatoire, mais adressée à des parents recrutés sur trois sites web anti-transgenres sur lesquels elle avait vu des parents décrire ce qu'ils croyaient être des transitions de genre soudaines chez leurs adolescents : 4thWaveNow, Transgender Trend et Youth TransCritical Professionals,,,. Littman a déclaré qu'elle encourageait une large distribution de l'enquête au-delà de ces trois sites, mais l'étude indique que les participants ont été encouragés à distribuer l'étude uniquement aux « individus ou communautés qui, selon eux, pourraient inclure des participants éligibles », que l'étude a définis comme des parents qui croient que « leur enfant avait un début soudain ou rapide de dysphorie de genre », utilisant ainsi une autre méthode d'échantillonnage non probabiliste connue sous le nom d '« échantillonnage en boule de neige ». Des trois sites, un article publié dans Science décrit les deux premiers comme « des lieux de rassemblement pour les parents concernés par l'exploration par leurs enfants d'une identité transgenre », le troisième étant fermé aux non-membres. La bioéthicienne Florence Ashley a décrit le premier comme « dédié à s'opposer aux soins de transition de genre pour les jeunes trans », et les deux derniers comme dédiés à s'opposer à ce qu'ils appellent « l'idéologie trans ».
Plus des trois quarts des parents interrogés avaient rejeté l'identité transgenre de leur enfant. Arjee Restar, chercheur en santé comportementale alors également à la Brown School of Public Health, a écrit que les trois sites étaient fréquentés par des parents qui promouvaient déjà spécifiquement le concept de ROGD, et que les sites Web étaient « connus pour dire aux parents de ne pas croire que leur enfant est transgenre ».
Littman décrit dans sa publication ce que les parents interrogés pensaient être une apparition rapide de la dysphorie de genre chez leurs enfants, ainsi que des informations que les parents ont rapportées à propos de la dynamique du groupe de pairs de leurs enfants, l'utilisation des médias sociaux et les problèmes de santé mentale antérieurs. Littman a émis l'hypothèse que l'apparition rapide de la dysphorie de genre pourrait être un « mécanisme d'adaptation sociale » pour d'autres troubles, tels que la dépression et l'anxiété causées par un traumatisme adolescent. Littman a présenté des résultats préliminaires lors d'une conférence en 2017 et l'étude descriptive a été initialement publiée dans PLOS One en août 2018,.

### Correction
L'article a été critiqué par des chercheurs en santé, des militants transgenres et d'autres personnes, qui ont déclaré qu'il avait déjà été politisé et qu'il y avait un biais d'autosélection des sujets interrogés par Littman, car elle n'interrogeait que les parents et non les jeunes eux-mêmes, ni les professionnels de santé qui les accompagnaient,,. Répondant aux commentaires négatifs, PLOS One a annoncé deux semaines après la publication qu'il ouvrirait un examen post-publication des méthodologies et des analyses de l'étude,,,.
En mars 2019, PLOS One a terminé son examen post-publication. La version corrigée de l'article par Littman a été publiée le 19 mars 2019. Dans le blog de la revue, le rédacteur en chef de PLOS One, Joerg Heber, s'est excusé « auprès de la communauté transgenre et variant de genre » pour l'examen et la publication précédents, affirmant que « l'étude, y compris ses objectifs, sa méthodologie et ses conclusions, n'était pas correctement encadrée dans la version publiée, et que ceux-ci devaient être corrigés ». Heber a noté que l'hypothèse du ROGD n'avait « pas encore été validée cliniquement ».
L'éditeur de PLOS One écrit que « l'article corrigé fournit désormais un meilleur contexte du travail, en tant que rapport d'observations parentales, mais pas un phénomène cliniquement validé ou une ligne directrice de diagnostic ». Au nom de la revue, Heber a écrit : « Corriger le dossier scientifique de cette manière et dans de telles circonstances est un signe de publication responsable », où un examen plus approfondi était nécessaire pour « clarifier si les conclusions présentées sont effectivement étayées par l'analyse et les données de cette étude originale ». Heber a déclaré plus tard : « À la base, l'enquête auprès des parents est telle qu'elle est… Nous laissons les résultats originaux se tenir ».

### Terminologie
Le terme rapid-onset gender dysphoria, inventé par Littman, est apparu pour la première fois dans un avis publié en juillet 2016 sur quatre sites web recrutant des parents pour répondre à une enquête de recherche que Littman a décrite comme « Rapid onset gender dysphoria, social media, and peer groups » (la dysphorie de genre à apparition rapide, les médias sociaux et les groupes de partage). Dans le titre du résumé de l'affiche de Littman pour l'étude, publié en février 2017, la phrase apparaissait comme « Rapid Onset of Gender Dysphoria » (Apparition rapide de la dysphorie de genre).
Dans la note qui accompagne la version révisée de son article, Littman remarque que « la dysphorie de genre à apparition rapide (ROGD) n'est pas un diagnostic formel de santé mentale pour le moment » et que son rapport, n'ayant pas recueilli de données auprès des jeunes ni des médecins, ne peut pas valider le phénomène.
Dans un commentaire formel publié par PLOS One à la fin de son examen, Angelo Brandelli Costa écrit que « le niveau de preuve produit par l'étude du Dr Littman ne peut générer un nouveau critère de diagnostic relatif au moment de la présentation des exigences médicales et affirmation sociale du genre ». Costa a suggéré : « Plusieurs procédures doivent encore être adoptées pour générer une nouvelle sous-catégorie potentielle de dysphorie de genre qui n'a pas encore été validée cliniquement. L'une de ces procédures est l'évaluation de professionnels de la santé mentale formés selon les directives de la World Professional Association for Transgender Health (WPATH) et de l'American Psychological Association (APA), en interrogeant non seulement la famille, mais aussi les jeunes (de manière longitudinale) ».

## Réactions

### Institutionnel
Le jour même où PLOS One a annoncé son examen, l'Université Brown a retiré un communiqué de presse qu'elle avait précédemment publié à propos de l'article,. Répondant aux critiques, la présidente de l'Université Brown, Christina Paxson, et le prévôt Richard M. Locke, ont déclaré qu'ils n'avaient pas enfreint la liberté académique et ont ajouté que l'engagement de Brown à ne « publier que la recherche qui répond incontestablement aux normes d'excellence les plus élevées » obligeait Brown à retirer le communiqué de presse que après PLOS One a ouvert une enquête sur le journal en question. Ils ont déclaré que « compte tenu des préoccupations soulevées au sujet de la conception et des méthodes de recherche, la ligne de conduite la plus responsable était de cesser de publier les travaux publiés dans ce domaine particulier. Nous aurions fait cela quel que soit le sujet de l'article ».

### Commentaire social et politique
Plusieurs critiques des aspects sociologiques de l'étude ont été publiées dans des revues à comité de lecture. Dans un article de 2020 publié dans The Sociological Review, la bioéthicienne Florence Ashley a décrit l'étude comme une tentative de contourner la recherche existante soutenant les soins affirmant l'identité de genre. Les sociologues Natacha Kennedy et Victoria Pitts-Taylor, dans deux publications distinctes de 2020 dans le Journal of LGBT Youth and Sexualities, ont décrit le ROGD comme une panique morale et ont fait valoir que les jeunes trans sont souvent conscients de leur identité bien avant de faire leur coming-out à leurs parents,.
Des publications telles que The Conversation et Slate ont condamné ce qu'ils considèrent comme une politisation de la science par les conservateurs sociaux,, tandis que Madeleine Kearns, un écrivain collaborateur à National Review, a appelé à une étude plus approfondie du phénomène proposé. L'écrivaine et avocate transgenre Liz Duck-Chong a décrit la condition hypothétique comme « un mensonge venimeux utilisé pour discréditer les personnes trans » dans la section d'opinion de The Guardian, tandis qu'Abigail Shrier, qui a publié plus tard le livre controversé Irreversible Damage sur le concept, l'a décrit comme une explication des expériences des parents dans la section d'opinion du Wall Street Journal,,,.
Dans un article d'opinion de Psychology Today, Lee Jussim, professeur de psychologie à l'Université Rutgers, a décrit la réécriture de l'article mandatée par PLOS comme une « correction orwellienne » impliquant quelques ajouts et modifications mineures là où aucune erreur n'existait. Jeffrey Flier, ancien doyen de la Harvard Medical School, a déclaré que Brown valorisait la diversité plutôt que la liberté académique et a qualifié la rétractation de « récit édifiant » sur la pression des médias sociaux, appelant à un mouvement pour soutenir les universitaires menant des recherches controversées.

### Académique
Peu de temps après que PLOS One ait publié l'étude corrigée, une critique de la méthodologie de l'étude originale est apparue dans Archives of Sexual Behavior. L'autrice, Arjee Restar, a fait valoir que l'étude de Littman est erronée sur le plan méthodologique, à commencer par le choix d'échantillonner exclusivement des utilisateurs de trois sites Web « connus pour dire aux parents de ne pas croire que leur enfant est transgenre », avec pour résultat que les trois quarts de ces interrogés avaient rejeté l'identité de genre de leur enfant ; 91 % des répondants étaient blancs, 82 % étaient des femmes et 66 % avaient entre 46 et 60 ans. Elle a écrit que l'étude était principalement composée de « mères blanches qui ont de fortes croyances opposées à l'identification trans de leurs enfants » et qu'il y avait très peu de preuves que les réponses à l'enquête de Littman soient représentatives des jeunes trans et des jeunes adultes dans leur ensemble.
Dans une lettre à l'éditeur, Littman a répondu en affirmant que ses méthodologies étaient cohérentes avec celles qui avaient été utilisées, sans controverse, dans des études largement citées soutenant les soins de santé après affirmation de l'identité de genre.
Certains cliniciens affirment qu'une prévalence croissante de jeunes trans se présentant pour la première fois au début de l'adolescence, comme décrit dans la recherche de Littman, est cohérente avec leur population de patients, bien qu'ils ne soient pas certains des causes ou des implications pour le traitement clinique,,. Dans un commentaire de 2020 dans Pediatrics, citant entre autres l'article de Littman, Annelou de Vries a écrit que le développement de l'identité de genre était diversifié et a appelé à davantage de recherches sur cette cohorte démographique.

### Commentaire professionnel
À la suite de la publication du rapport original dans PLOS One, la World Professional Association for Transgender Health (WPATH) a publié un document de position sur le terme proposé de « dysphorie de genre à apparition rapide » et la recherche, indiquant que le terme n'est reconnu par aucune association professionnelle, ni dans les listes DSM ou CIM des troubles et maladies. Ils ont dit en résumé « ce n'est rien de plus qu'un acronyme créé pour décrire un phénomène clinique proposé qui peut ou non justifier une enquête scientifique plus approfondie et évaluée par des pairs ». Ils ont affirmé la nécessité d'une liberté académique et d'une exploration scientifique sans censure, et que beaucoup de choses sont encore inconnues sur les facteurs contribuant au développement de l'identité de genre chez les jeunes, et ont déclaré qu'il était « prématuré et inapproprié » d'utiliser des « étiquettes à consonance officielle » qui pourraient inciter les professionnels ou le public à tirer des conclusions sur la manière et le moment où les adolescents décident de faire leur coming-out en tant que transgenres. WPATH a conclu en mettant en garde contre l'utilisation de tout terme destiné à susciter la crainte d'un éventuel statut transgenre d'un adolescent dans le but d'éviter ou de le dissuader d'accéder au traitement approprié, conformément aux normes de soins appropriées à la situation,.
Le groupe de travail sur la dysphorie de genre (GDA) de 44 professionnels impliqués dans la santé des personnes transgenres a écrit une lettre ouverte à Psychology Today qualifiant l'étude de « méthodologiquement défectueuse et contraire à l'éthique », affirmant qu'elle procédait d'un « préjugé idéologique manifeste », et citant des critiques précédemment publiées de l'étude indiquant qu'elle avait de multiples biais et défauts dans sa méthodologie. Ils ont déclaré que l'enquête avait attiré des sujets de « sites Web ouvertement hostiles aux jeunes transgenres », et n'avait pas tenu compte de ce biais, fondant plutôt ses conclusions sur les croyances des parents interrogés qui présupposaient l'existence du ROGD. Notant que Littman n'avait pas interviewé les adolescents et n'avait aucune expérience de travail avec les jeunes transgenres, la GDA a critiqué les conclusions de la publication initiale de l'étude sur la façon dont les adolescents sont arrivés à une identité trans, affirmant que le début n'a peut-être été « rapide » que du point de vue des parents, parce que les adolescents tardent souvent à faire leur coming out dans des environnements hostiles ou lorsqu'ils craignent les critiques,.
Le groupe de travail sur la dysphorie de genre pédiatrique et adolescente (GD), un groupe de 20 professionnels qui s'oppose à la WPATH, l' Endocrine Society et l'American Academy of Pediatrics, a déclaré que le ROGD justifiait une étude plus approfondie,,. Le groupe a souligné une augmentation du nombre d'adolescents qui se présentent comme transgenres « sans aucun antécédent significatif de dysphorie de genre », et des rapports anecdotiques de recherches indiquant que beaucoup d'entre eux souffrent de troubles mentaux[réf. nécessaire].
En 2021, la Coalition pour l'avancement et l'application des sciences psychologiques a publié une déclaration appelant à l'élimination du concept de ROGD de l'utilisation clinique et diagnostique, car « il n'y a pas d'études empiriques solides sur le ROGD et il n'a pas été soumis à des examens par les pairs rigoureux, processus qui sont standard pour la science clinique ». La déclaration indique également que le terme ROGD est susceptible de stigmatiser et de nuire aux personnes transgenres, et que la désinformation entourant le ROGD est utilisée pour justifier les lois supprimant les droits des jeunes transgenres. La déclaration a été cosignée par l'American Psychiatric Association, l'American Psychological Association, la Society of Behavioral Medicine, l' Association for Behavioral and Cognitive Therapies et la National Association of School Psychologists.

## De plus amples recherches
Une étude de novembre 2021 publiée dans le Journal of Pediatrics a examiné les données d'une cohorte de 173 adolescents trans du Canada pour évaluer s'il existait des preuves d'une apparition rapide de la dysphorie de genre. Les auteurs ont noté que s'il était courant de voir des adolescents présentant une dysphorie de genre autour de la puberté, dans de nombreux cas, les patients avaient été conscients de la dysphorie de genre dès leur plus jeune âge. Les auteurs ont cherché à établir s'il existait un lien entre la prise de conscience ultérieure du genre (apparition rapide) et d'autres facteurs, notamment les problèmes de santé mentale, le manque de soutien parental et le niveau élevé de soutien des amis en ligne et/ou transgenres. Aucune preuve n'a été trouvée pour un lien entre l'apparition rapide et les problèmes de santé mentale, le manque de soutien parental ou le niveau élevé de soutien de la part d'amis en ligne ou transgenres. Quand des relations ont été trouvées, elles vont dans la direction opposée à celle suggérée par les travaux de Littman - par exemple, les adolescents trans qui étaient insatisfaits de leur sexe depuis plus longtemps étaient plus susceptibles de souffrir d'anxiété et plus susceptibles d'abuser de la marijuana. Les auteurs ont estimé qu'ils n'avaient trouvé aucune preuve que la « dysphorie de genre à apparition rapide » soit un phénomène clinique distinct.

## Reprises de la théorie
Dans un essai rédigé conjointement ainsi qu'un article, les psychanalystes françaises Céline Masson et Caroline Eliacheff « alertent » sur ce qui leur apparaît comme une « augmentation des cas d’enfants voulant changer de genre », en assignant les enfants à leur sexe biologique. Elles dénoncent des « dérives du “transgenrisme” chez les mineurs », un phénomène de « contagion sociale » selon elles « influencé par le discours de militants trans », qu'elles assimilent à un « embrigadement idéologique », ce qui leur vaut une accusation de « transphobie »,.
Le livre met en garde contre la transition médicale chez les mineurs, enfants et les adolescents ; ses deux autrices portent ce sujet au niveau de l'État français via l'association qu'elles ont co-fondé, l'Observatoire de la petite sirène. Une enquête publiée dans Mediapart assure qu'elles ont obtenu une écoute, notamment du Sénat (avec une modification de proposition de loi) et du ministère de l'éducation nationale (Sous Jean-Michel Blanquer). Toujours d'après Mediapart, les deux psychanalystes « récusent la transphobie, tout en refusant l'autodétermination aux personnes trans », reprennent la théorie controversée du ROGD, et publient en février 2021 un premier « appel » via une liste de diffusion qui rassemble « tout le gratin de la psychanalyse, des parents d’autistes, des psychiatres, des neuroscientifiques, des journalistes... ».